# 국가경영연구원
국가경영연구원(國家經營硏究院, Management Institute for the State, 약칭 MIS)은 ‘시대정신을 실용적 정책화로 구현하는 전략정책연구소’ 로 정책 지식 생산을 통한 사회의 현실 문제 해결을 목표로 하며, 실용정책 개발, 기반 변화관리, 전문인력 양성을 주요 활동으로 인지하는 단체이다.
서울특별시 영등포구 여의대로 24(여의도동) KFI빌딩 20층에 위치하고 있다.